# Max Sarin
Max Sarin est une dessinatrice de bande dessinée et illustratrice finlandaise installée au Royaume-Uni. Elle illustre depuis fin 2015 le comic book Giant Days, travail qui lui a valu de partager avec ses co-auteurs deux prix Eisner en 2019, dont celui de la meilleure série.

## Récompenses
- 2019 : Prix Eisner (avec Julia Madrigal et John Allison) de la meilleure série ; de la meilleure publication humoristique